# Sphegigaster cuscutae
Sphegigaster cuscutae är en stekelart som beskrevs av Charles Ferrière 1959. Sphegigaster cuscutae ingår i släktet Sphegigaster, och familjen puppglanssteklar. Arten är reproducerande i Sverige.